# Ravni Del (Vlasotince)
Pour les articles homonymes, voir Ravni Del.
Ravni Del (en serbe cyrillique : Равни Дел) est un village de Serbie situé dans la municipalité de Vlasotince, district de Jablanica. Au recensement de 2011, il comptait 131 habitants.

## Démographie
| 1948 | 1953 | 1961 | 1971 | 1981 | 1991 | 2002 | 2011 |
| ---- | ---- | ---- | ---- | ---- | ---- | ---- | ---- |
| 369  | 344  | 362  | 343  | 298  | 256  | 183  | 131  |

|  |